# Škof (priimek)
Škof je 194. najbolj pogost priimek v Sloveniji, ki ga je po podatkih Statističnega urada Republike Slovenije na dan 31. decembra 2007 uporabljalo 925 oseb, na dan 1. januarja 2011 pa 926 oseb ter je med vsemi priimki po pogostosti uporabe zavzel 195. mesto. 
- Barbara Škof (*1980), košarkarica
- Bojan Škof (*1958), pravnik, ekonomist, fiskalni strokovnjak
- Duša Škof, amaterska gledališčnica
- Ivanka Škof (1929—2014), učiteljica, društvena delavka in publicistka v Avstraliji
- Janez Škof (1924—2009), gledališki in filmski igralec
- Janez Škof (*1960), igralec, harmonikar in pevec
- Jernej Škof, plesalec (butoh..), režiser, kurator, aktivist LGBT
- Jože Škof, veteran vojne za Slovenijo
- Jožica Škof & Rudolf Škof, likovna ustvarjalce, kulturnika
- Gorazd Škof (*1977), rokometaš
- Lenart Škof (*1972), filozof, religiolog, prof. UP
- Ludvik Škof, igralec
- Luka Martin Škof (*1982), gledališki režiser
- Matija Škof (1947—2013), ekonomist, doc. dr.
- Miha Škof, vrvohodec (začetnik gibanja za slackline v Sloveniji)
- Nagisa Moritoki Škof, jezikoslovka japonologinja
- Nataša Škof (*1962), slikarka
- Patricija Škof, jazzovska pevka, šansonjerka, skladateljica
- Primož Škof (Skoff) (1810—1872), slikar in fotograf (dagerotipist)
- Rudolf Škof (1890—?), gradbenik, šolnik
- Valerija Škof, 1. gluha novinarka v Slov. (Zveza gluhih in naglušnih)
- Vanda Škof - Newby (1922—2015), popotnica, avtorica potopisov (živi v Veliki Britaniji)